# استفان اندرسن
استفان اندرسن (زادهٔ ۲۶ نوامبر ۱۹۸۱) بازیکن فوتبال اهل کشور دانمارک است.
وی برای تیم ملی دانمارک ۱۸ بازی انجام داده و ۰ گل به ثمر رسانده‌است. پست تخصصی این بازیکن نیز، دروازه‌بان است.